# 2012年新加坡大奖赛
2012年新加坡大奖赛是2012年世界一级方程式锦标赛第十四場比賽。在新加坡滨海湾濱海灣市街賽道舉行。正賽在2012年9月23日舉行，結果由施巴斯坦·華特爾奪得該站冠軍。
| 上一場： 2012年意大利大奖赛 | 2012年世界一级方程式锦标赛 | 下一場： 2012年日本大奖赛   |
| 上一屆： 2011年新加坡大奖赛 | 新加坡大奖赛               | 下一屆： 2013年新加坡大奖赛 |